# Belotić
Belotić es un pueblo ubicado en la municipalidad de Osečina, en el distrito de Kolubara, Serbia.

## Superficie
Posee una superficie de 13,66 kilómetros cuadrados.

## Demografía
Hasta 2011 la población era de 538 habitantes, con una densidad de población de 39,37 habitantes por kilómetro cuadrado.